# Прошенино
Прошенино — деревня в Гаврилов-Ямском районе Ярославской области России. Входит в состав Заячье-Холмского сельского округа Заячье-Холмского сельского поселения.

## География
Деревня находится в юго-восточной части области, в зоне хвойно-широколиственных лесов, на левом берегу реки Кобылки, при автодороге 78К-0036, на расстоянии примерно 8 километров (по прямой) к северо-востоку от города Гаврилов-Ям, административного центра района. Абсолютная высота — 160 метров над уровнем моря.

### Климат
Климат характеризуется как умеренно континентальный, с умеренно холодной зимой и относительно тёплым летом. Среднегодовая температура воздуха — 3 — 3,5 °C. Средняя температура воздуха самого холодного месяца (января) — −13,3 °C; самого тёплого месяца (июля) — 18 °C. Вегетационный период длится около 165—170 дней. Годовое количество атмосферных осадков составляет 500—600 мм, из которых большая часть выпадает в тёплый период.

### Часовой пояс
Прошенино, как и вся Ярославская область, находится в часовой зоне МСК (московское время). Смещение применяемого времени относительно UTC составляет +3:00.

## Население
| 2007 | 2010 |
| ---- | ---- |
| 242  | ↗285 |

### Национальный состав
Согласно результатам переписи 2002 года, в национальной структуре населения русские составляли 88 % из 284 чел.
Данные переписи 1897 года

Согласно переписным листам, в 1897 году в деревне проживало 314 человек: 158 мужчин (44% грамотных) и 156 женщин (3% грамотных). В деревне было около 47 домов - в основном из дерева с соломенной крышей. 2 дома были каменными с железной крышей (оба принадлежали семье Асафьевых). Самые распространённые фамилии в деревне: Тараканов, Лисицын, Шуханков, Жаворонков, Журавлёв. 
Большая часть жителей занималась земледелием, однако, некоторые работали в Ярославле (служащими в лавках, женщины - кухарками), или в Иваново. 